# Gabriel González López
Gabriel González López (Agrado, 19 de julio de 1875 - Bogotá, 1° de marzo de 1947) fue un jurista y periodista colombiano.

## Primeros años
González López fue bachiller del Colegio de San Bartolomé en 1895 y graduado en jurisprudencia en el Colegio Mayor de Nuestra Señora del Rosario en 1904. Fue Juez del Circuito, Prefecto y Secretario de Gobierno de Tolima. Contrajo matrimonio en Ibagué el 25 de julio de 1910 con Leonor Casas Espinosa, con quien tuvo dos hijos que murieron en la infancia. 

## Director general de la Policía
El presidente Carlos Eugenio Restrepo lo nombró en el cargo el 14 de enero de 1911 y presentó renuncia al mismo el 1° de julio de 1914. Su gestión marcó la historia de la Institución, capacidad derivada de la comisión que el Gobierno le confirió el 26 de febrero de 1913 a Norteamérica y Europa para adelantar estudios sobre policía en los países más civilizados, creando la policía de cárceles, la novena división de Policía o guardia de lazaretos, la Oficina Central de Investigación Criminal, la Escuela de preparación y selección del personal de la Policía Nacional, la Caja de Ahorros de la Policía, la banda de músicos, la revista de la Policía, la contribución para familiares de policías muertos en servicio, la inspección general, el abogado defensor, la oficina de estadística, la Caja de Recompensas, la biblioteca, el museo criminal, la policía de fronteras, la escuela de detectives, un nuevo reglamento interno, y la condecoración por primera vez a un Policía (su subdirector el coronel Manuel A. Maldonado al cumplir 20 años de rigurosa carrera)  

## Últimos años
González se desempeñó como abogado de ferrocarriles nacionales y el 1° de septiembre de 1935 regresó a la Policía a ocupar el cargo de Secretario General en la dirección de Alejandro Bernate, ejerciendo ese destino hasta el 1° de abril de 1938.
| Predecesor: Martín Antía Moriones | Director de la Policía Nacional de Colombia 14 de enero de 1911 - 1° de julio de 1914 | Sucesor: Eduardo Cadavid |

- Datos: Q30904473